# Мвема, Стивен
Стивен «Стив» Мвема (англ. Stephen "Steve" Mwema; род. 8 сентября 1963) — кенийский боксёр, представитель легчайшей и наилегчайшей весовых категорий. Выступал за национальную сборную Кении по боксу во второй половине 1980-х годов, чемпион Всеафриканских игр, победитель и призёр турниров международного значения, участник летних Олимпийских игр в Сеуле. В 1989—1994 годах боксировал также на профессиональном уровне.

## Биография
Стивен Мвема родился 8 сентября 1963 года в Кении.

### Любительская карьера
Дебютировал в боксе на взрослом международном уровне в сезоне 1985 года, когда вошёл в состав кенийской национальной сборной и выступил на Кубке мира в Сеуле — остановился здесь на стадии четвертьфиналов наилегчайшей весовой категории, проиграв представителю Южной Кореи Ким Гван Сону. Также в этом сезоне принял участие в матчевой встрече со сборной ФРГ, выиграв у немецкого боксёра Петера Гайлера.
В 1986 году стал серебряным призёром международного турнира «Трофео Италия» в Венеции, уступив в решающем финальном поединке местному итальянскому боксёру Андреа Маннаи.
В 1987 году поднялся в легчайший вес, одержал победу на домашних Всеафриканских играх в Найроби, взял бронзу на Кубке мира в Белграде — в полуфинале был остановлен представителем Восточной Германии Рене Брайтбартом.
Благодаря череде удачных выступлений удостоился права защищать честь страны на летних Олимпийских играх 1988 года в Сеуле. В категории до 54 кг благополучно прошёл первых двоих соперников по турнирной сетке, тогда как в третьем четвертьфинальном бою единогласным решением судей потерпел поражение от американца Кеннеди Маккинни, который в итоге и стал победителем этого олимпийского турнира.
После сеульской Олимпиады Мвема ещё в течение некоторого времени оставался в составе боксёрской команды Кении и продолжал принимать участие в различных международных турнирах. Так, в 1989 году он отметился выступлением в матчевой встрече со сборной Канады в Найроби, в рамках которой раздельным судейским решением уступил канадскому боксёру Майклу Стрейнджу.

### Профессиональная карьера
Начиная с 1989 года Мвема постоянно проживал в США и выступал в боксе на профессиональном уровне. В течение года сумел выиграть десять поединков, но затем потерпел поражение техническим нокаутом от американца Эдди Кука (9-0), будущего чемпиона мира. В дальнейшем выступал с переменным успехом вплоть до 1991 года, проигрывая большинство важных поединков.
В 1993 году вернулся в Кению и провёл несколько боёв на родине.
На сентябрь 1994 года в Великобритании планировался бой против англичанина Джонни Армора, однако Британский боксёрский контрольный совет выявил у Мвемы ВИЧ, и в связи с этим кенийскому боксёру пришлось завершить спортивную карьеру.